# 金東吉
金 東吉（キム・ドンギル、朝鮮語: 김동길、1928年10月2日 - 2022年10月4日）は、大韓民国の大学教授、政治家、民主化運動家、保守派の政治評論家・コラムニスト、詩人。第14代国会議員。本貫は豊川金氏、キリスト教徒。号は山南（サンナム、산남）。大韓民国における保守派の重鎮として知られた。
元梨花女子大学校総長、文教部長官の金玉吉は姉。

## 経歴
日本統治時代の平安南道孟山郡出身、父親は面長を務めた。平壌高等普通学校卒業後、しばらく北朝鮮で国民学校で教師を務めたが、1946年に金日成の政権掌握以降に越南した。延世大学校英文学科、エヴァンズヴィル大学史学科、ボストン大学大学院卒。哲学博士。
帰国後に延世大学校史学科専任講師、助教授、副教授、教授、教務処長、副総長を歴任した。教授在任中は雑誌に朴正煕政権を批判する文書を投稿し、民主化運動に参加した。1974年に民青学連事件で起訴され、「学生運動の裏の操縦者」として懲役15年を宣告されたが、その後は刑執行停止により解放されたものの、教授を解任された。1979年の朴正煕暗殺事件の後に一時復職したが、1980年に新軍部の弾圧により再び解職され、1984年にようやく復職した。1985年に新聞のコラムで「三金はもう政界を引退し釣りに行くべき。民主主義のために40代が旗手の役割をせよ」と、いわゆる「三金釣り論」を提起し、世間の波紋を呼んだ。1991年にデモに参加した姜慶大が警察官の暴行に遭い死亡した事件について、講義中に「姜を烈士と呼んでいけない」と否定したため、学生の反発を受けて教職を辞め、自ら創立した太平洋時代委員会の理事長を務めた。
1992年に統一国民党を結成した鄭周永と接触して政界入りし、同年の第14代総選挙でソウル市江南甲区から統一国民党の公認で当選したほか、国民党代表最高委員、新民党代表最高委員、自由民主連合顧問・選対委議員を歴任した。1996年の第15代総選挙の前に自民連の推薦脱落により脱党し、政界も引退した。その後、太平洋時代委員会理事長、韓民族元老会共同議長を務めたほか、朝鮮日報論説顧問・コラムニストなど、保守派の元老として政治評論家の活動もした。2011年よりテレビ朝鮮でコメンテーターとして出演していた。
2022年2月に新型コロナウイルス感染症にかかり、一時回復したが、3月から呼吸器の状況が悪くなって入院した。2022年10月4日に持病により延世大学校附属セブランス病院で死去。94歳没。生涯未婚。

## エピソード
政治家に対して辛辣な言葉を浴びせたことがある。盧武鉉については盧が死亡直前の2009年5月号の『月刊朝鮮』の寄稿文で「遺書を一枚残してチャン・ジャヨンのように首を吊るとか、日本の侍のように腹を切る勇気もないに違いない」という文を書いたほか、自分のホームページの文章にも「国民に対する謝罪として自殺するか、それとも裁判を受けて刑務所に行って服役するしかない」と書いたが、その後に盧は本当に自殺した。8年後の2017年大統領選挙直後、金は自分のウェブサイトで盧について「私はそういう形で終わった盧武鉉にいつも申し訳なかった」と書いた一方、当選した文在寅については「お願いしたいことは1つ、『任期が終わっても自殺するな』、この一言だけ」と書いた。
お笑い芸人のチェ・ビョンソとは友人関係で、第14代総選挙での当選を自分のモノマネをたくさん披露したチェのおかげで選挙運動がやりやすかったとして、彼に感謝の言葉を述べた。
2019年に92歳でYouTubeチャンネルを開設した。これにより韓国で最高齢のYouTuberとなった。
2020年に姉・金玉吉の記念館を含む自宅建物を梨花女子大学校に寄贈した。また、遺体は本人の意向により延世大学校医療院に寄贈された。